# Himawari Akaho
Himawari Akaho (jap. 赤穂ひまわり Akaho Himawari; ur. 28 sierpnia 1998 w prefekturze  Ishikawa) – japońska koszykarka, występująca na pozycjach rzucającej lub niskiej skrzydłowej, reprezentantka Japonii, wicemistrzyni olimpijska, dwukrotna mistrzyni Azji, obecnie zawodniczka Denso Iris.

## Osiągnięcia
Stan na 17 listopada 2022, na podstawie, o ile nie zaznaczono inaczej.

### Drużynowe
- Wicemistrzyni Japonii (2018)[3]
- Finalistka Pucharu Cesarzowej (2020, 2021/2022)[4][5]

### Indywidualne
- Laureatka nagrody Lee Key of the Year (2018)
- Zaliczona do I składu ligi japońskiej (2021, 2022)
- Uczestniczka meczu gwiazd ligi japońskiej (2019, 2020)[6][4]

### Reprezentacja
- Mistrzyni Azji (2019, 2021)[7][8]
- Wicemistrzyni olimpijska (2020)[9][10][11]
- Uczestniczka:
  - mistrzostw świata (2018 – 9. miejsce, 2022 – 9. miejsce)[12][13]
  - kwalifikacji:
    - do mistrzostw świata (2022)
    - olimpijskich (2020)

  - azjatyckich prekwalifikacji olimpijskich (2019)
- MVP mistrzostw Azji (2021)[14]
- Zaliczona do I składu mistrzostw Azji (2021)[14]

Młodzieżowe
- Wicemistrz Europy:
  - U–18 (2014, 2016)[15][16]
  - U–16 (2013)[17]
- Uczestniczka mistrzostw świata:
  - U–19 (2017 – 4. miejsce)[18]
  - U–17 (2014 – 7. miejsce)[19]